# Педро Телес-Хирон и Веласко
Педро Телес-Хирон и Веласко (на испански: Pedro Téllez-Girón y Velasco) е испански благородник – херцог на Осуна – офицер и политик.
Роден е на 17 февруари 1574 година в Осуна в семейството на херцога на Осуна и съпругата му, дъщеря на конетабъла на Кастилия Иниго Фернандес де Веласко. След военна служба в Нидерландия той се връща в Испания като герой от войните и скоро е назначен за вицекрал на Сицилия (1611 – 1616), а след това – за вицекрал на Неапол (1616 – 1620). През този период негов съветник е известният поет Франсиско де Кеведо. След смъртта на крал Фелипе III изпада в немилост и прекарва остатъка от живота си в затвора.
Педро Телес-Хирон и Веласко умира на 20 септември 1624 година в замъка на Брахас, днес част от Мадрид.